# Ikeda, Nagano

Ikeda (池田町 Ikeda-chō?) este un oraș în Japonia, în districtul Kitaazumi al prefecturii Nagano.